# Savin Kuk
Savin Kuk är en bergstopp i Montenegro. Den ligger i den centrala delen av landet. Toppen på Savin Kuk är 2 305 meter över havet.
Terrängen runt Savin Kuk är varierad. Den högsta punkten i närheten är Šljeme, 2 402 meter över havet, 1,1 km sydväst om Savin Kuk. Trakten runt Savin Kuk består till största delen av kala bergstoppar och gräsmarker.